# Artefakty z Beardmore

Odrys artefaktów z Beardmore

Artefakty z Beardmore – fragmenty wczesnośredniowiecznego wikińskiego uzbrojenia znalezione rzekomo w południowej części prowincji Ontario w Kanadzie, będące w rzeczywistości przedmiotem sprawnej mistyfikacji.
24 maja 1931 roku James Edward Dodd, pracownik kolei zajmujący się amatorsko poszukiwaniem złota, jak twierdził w okolicy miejscowości Beardmore niedaleko brzegów jeziora Nipigon przypadkowo wykopał miecz, głowicę topora oraz fragment tarczy. Pięć lat później o znaleziskach dowiedział się Charles Currelly z Royal Ontario Museum, po zapoznaniu się z nimi stwierdzając iż są one wyraźnie skandynawskiej proweniencji. 3 grudnia 1936 roku muzeum zakupiło przedmioty od Dodda za sumę 500 dolarów i umieściło je na ekspozycji. Miały to być elementy z grobu wikinga zmarłego w okolicach 1000 roku.

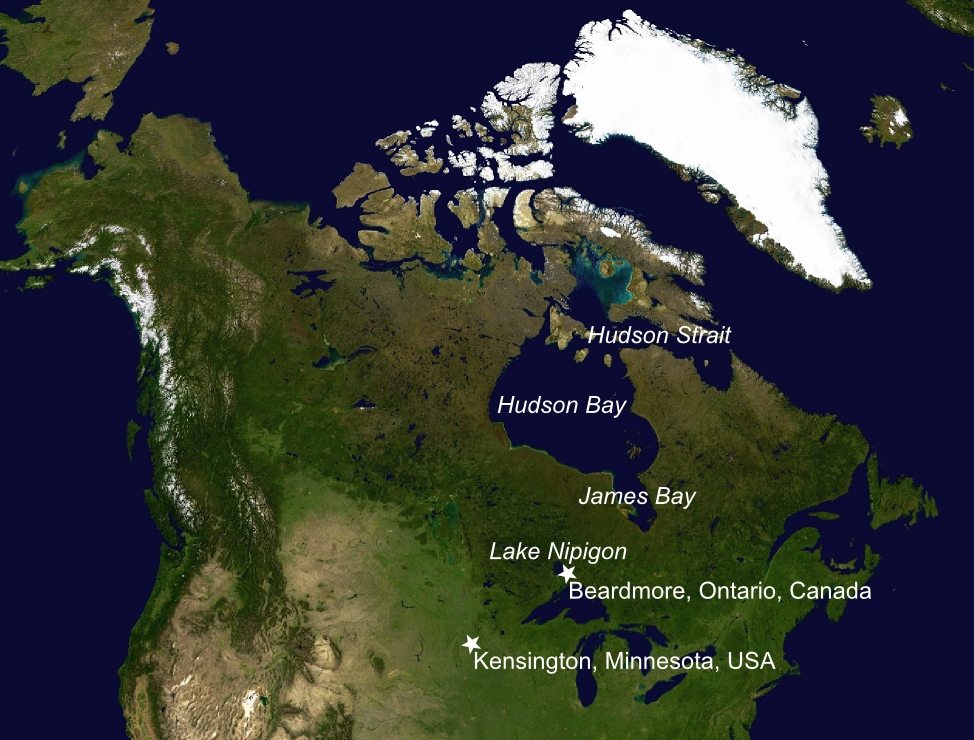
Położenie Beardmore i Kensington

Znalezisko z Beardmore szybko zyskało rozgłos, stając się koronnym dowodem potwierdzającym iż wikingowie zapuszczali się daleko w głąb dzisiejszej Kanady. Farley Mowat spekulował, iż zabytki są częścią wyposażenia grobowego lub ukrytym skarbem i wiązał je z domniemaną ekspedycją skandynawską do Winlandii w 1354 roku oraz kamieniem z Kensington.
W połowie lat 50. Walter Dodd, syn rzekomego odkrywcy, wyjawił publicznie iż cała sprawa została sfałszowana, a jego ojciec celowo zakopał artefakty w ziemi celem ich późniejszego „odkrycia”. W atmosferze skandalu przedmioty usunięto z ekspozycji. Powróciły na nią w latach 90., jednak już bez adnotacji o ich amerykańskiej proweniencji. Współczesne badania potwierdziły, iż „znalezisko” to autentyczne elementy uzbrojenia powstałe około 1000 roku w Skandynawii, które Dodd najprawdopodobniej zakupił od jakiegoś norweskiego imigranta i wykorzystał następnie do mistyfikacji.